# Classe Aratu
A Classe Aratu corresponde a uma classe de navios varredores de minas, que tem como origem a Schütze-Klasse da Alemanha. Os navios foram adquiridos pela Marinha do Brasil entre 1971 e 1975, e foram fabricados pelo estaleiro Abeking & Rasmussen, em Lemwerder, na ex-Alemanha Ocidental.
Estes navios foram construídos com casco de madeira e materiais amagnéticos para diminuir a influência do mesmo nos seus equipamentos de detecção. Devido a seu material de construção, após trinta anos de serviços, estas embarcações começaram a apresentar elevado nível de desgaste. Diante da falta de recursos para a sua substituição ou modernização, a Marinha Brasileira iniciou um programa de revitalização em 2001, desenvolvido na Base Naval de Aratu.
Os serviços compreenderam a substituição do convés e do tijupá, bem como a troca dos equipamentos programadores de varreduras por um console nacional desenvolvido pelo Instituto de Pesquisas da Marinha (IPqM).

## Lista de navios
| Nº de Amura | Nome        | Lançamento            | Comissionamento        | Desarmamento           | Fonte  |
| M15         | Aratu       | 27 de maio de 1970    | 5 de maio de 1971      |                        | [ 4 ]  |
| M16         | Anhatomirim | 4 de novembro de 1970 | 30 de novembro de 1971 | 18 de novembro de 2016 | [ 6 ]  |
| M17         | Atalaia     | 14 de abril de 1971   | 13 de dezembro de 1972 |                        | [ 7 ]  |
| M18         | Araçatuba   | 14 de abril de 1971   | 13 de dezembro de 1972 |                        |        |
| M19         | Abrolhos    | 7 de maio de 1974     | 16 de abril de 1975    | 20 de agosto de 2015   | [ 9 ]  |
| M20         | Albardão    | 5 de setembro de 1974 | 21 de julho de 1975    | 4 de maio de 2021      | [ 11 ] |